# Найясніший день
«Найясніший день» (англ. Brightest Day) — кросовер-подія та максісерія із 25 випусків, опублікована DC Comics у 2010–2011 роках. Вона є безпосереднім продовженням історії Blackest Night, зосередженої на наслідках повернення до життя 12 персонажів всесвіту DC.

## Історія публікації
Серія, написана Джеффом Джонсом і Пітером Томасі, виходила двічі на місяць і складалася з 24 випусків (25, якщо рахувати випуск #0), чергуючись із Justice League: Generation Lost, написаним Кітом Ґіффеном і Джаддом Вінніком. Джонс так описував загальну тему серії:
Brightest Day — це про другі шанси. Думаю, з першого ж дня було очевидно, що є великі плани для героїв і лиходіїв — від Аквамена й далі — які мають вийти на передній план у всесвіті DC після Blackest Night. Brightest Day — це не банер чи розмите загальне спрямування для всесвіту DC. Це — історія. І це не означає, що всесвіт DC раптом стане про «світлих і веселих» супергероїв. Деякі другі шанси спрацьовують... а деякі — ні.
Brightest Day також перетинався із серіями Green Lantern, Green Lantern Corps, Justice League of America, The Titans та The Flash. Ґейл Сімон повернулася до нової версії коміксу Birds of Prey, що також виходив під цим банером. Серед інших супутніх серій — перезапущені випуски Green Arrow і Justice Society of America. Джефф Лемір написав ваншот Brightest Day: The Atom Special у співпраці з художником Махмудом Асраром, який став відправною точкою для історії про Атома в Adventure Comics, створеної тією ж командою.
Серія Green Lantern висвітлювала більше персонажів, таких як Атроцитус, Ларфліз, Сейнт Вокер і Індіґо-1, у сюжетній дузі під назвою New Guardians. Джонс також зазначав, що Вогнешторм є «головним персонажем» у Brightest Day.
Перший випуск, #0, був намальований Фернандо Пасаріном. Девід Фінч, нещодавно ексклюзивний художник DC, створив обкладинки до всієї серії.
Подія Brightest Day також була використана для введення у всесвіт DC Джексона Гайда, нового Акваледа, створеного для анімаційної серії Young Justice. У фінальному випуску також повернулися Болотяна істота і Джон Константин до основного канону DC після тривалого перебування у відгалуженні Vertigo Comics.

## Сюжет
Після фіналу Blackest Night 12 героїв і лиходіїв воскресають невідомою силою. Головним провідником у розгадці таємниці їхнього повернення є Бостон Бренд, якого білий ліхтаревий перстень змушує допомагати цим персонажам у реалізації їхніх «других шансів». Кожен із воскреслих має виконати певну місію, яка або спокутує їхні минулі гріхи, або затвердить їх у новому статусі.

### Значущі події та наслідки
- Дебют Джексона Гайда — нового Акваледа (створеного для серії Young Justice).
- Повернення Болотяної істоти та Джона Константина з лінії Vertigo в основний всесвіт DC.
- Початок Війни Зелених Ліхтарів, безпосередньо випливаючий з Brightest Day.
- Формування зв’язку між різними кольорами емоційного спектра через арку New Guardians у Green Lantern.

## Персонажі

### Головні герої
- Аквамен
- Бостон Бренд
- Капітан Бумеранґ / «Діґґер» Гаркнесс
- Вогнешторм / Ронні Реймонд
- Яструб / Генк Голл
- Дівчина-яструб / Шейра Голл
- Людина-яструб / Картер Голл
- Нефрит
- Марсіанський Мисливець
- Максвелл Лорд
- Осіріс
- Зворотній Флеш / Ебард Тан

### Другорядні герої
- Чорна манта
- Голуб / Дон Ґренджер
- Д'Кей Д'Разз
- Гат-Сет
- Джейсон Раш
- Мартін Стейн
- Мера
- Сирена

## Випуски
Brightest Day охоплювала десятки випусків інших серій:
- Brightest Day #0-24
- Green Lantern (Том 4) #53-62
- Green Lantern Corps (Том 2) #47-57
- Green Lantern: Emerald Warriors #1-6
- Brightest Day: The Atom Special
- Birds of Prey (Том 2) #1-6
- The Flash (Том 3) #1-7
- Green Arrow (Том 4) #1-12
- Justice League of America (Том 3) #44-48
- Justice League: Generation Lost #1-24
- Justice Society of America (Том 3) #40-43
- Titans (Том 2) #24-30

Також до події дотично належали інші серії, хоч і не мали логотип Brightest Day, як-от Action Comics #890–900, Booster Gold #33–43, Power Girl #13–23 тощо.

## Колекційні видання
- Brightest Day Volume One (випуски Brightest Day #0–7, 256 стор., тверда палітурка, грудень 2010, ISBN 1-4012-2966-2; м'яка палітурка, грудень 2011, ISBN 1-4012-3276-0)
- Brightest Day Volume Two (випуски Brightest Day #8–16, 240 стор., тверда палітурка, травень 2011, ISBN 1-4012-3083-0; м'яка палітурка, травень 2012)
- Brightest Day Volume Three (випуски Brightest Day #17–24, 280 стор., тверда палітурка, вересень 2011, ISBN 1-4012-3216-7)

## Поза коміксами
Убрання Бетмена з цього кросовера з'явилось у вигляді костюма для однойменного героя у відеогрі Batman: Arkham Origins.